# ڜ
La che o ṣe (ڜ) es una letra adicional del alfabeto árabe utilizada en la escritura del árabe magrebí (árabe argelino, árabe marroquí) y wají.
En el árabe marroquí se utiliza para expresar el sonido /ch/ del idioma español que aparece en numerosas palabras préstadas.

## Uso
En la escritura del árabe magrebí (árabe argelino, árabe marroquí), ⟨ڜ⁠⟩ representa una africada palato-alveolar sorda [tʃ], utilizada en préstamos de otras lenguas.
En la escritura arábiga del wají, ⟨ڜ⟩ representa una fricativa retrofleja sorda [ʂ].